# 超早期基因
超早期基因（ IEG ）是响应多种细胞刺激而短暂且快速激活的基因。它们代表了一种固定的反应机制，在合成任何新蛋白质之前，在对刺激的第一轮反应中，在转录水平上被激活。 IEG 与“晚期反应”基因不同，“晚期反应”基因只能在早期反应基因产物合成后才被激活。因此，IEG 被称为“基因组反应的门户”。该术语可以描述在病毒感染宿主细胞后合成的病毒调节蛋白，或在细胞外信号刺激静息细胞后立即产生的细胞蛋白。
作为“基因组反应的门户”，许多 IEG 产物都是自然转录因子或其他DNA 结合蛋白。此外，IEG 产物的其他重要类别包括分泌蛋白、细胞骨架蛋白和受体亚基。神经元 IEG 广泛用于跟踪记忆形成和精神疾病进展相关的大脑活动的标记。  同时，IEG 作为治疗人类巨细胞病毒的药物靶点也引起了人们的兴趣。 

## 分类
最早被鉴定和最典型的 IEG 包括c-fos 、 c-myc和c-jun ，这些基因被发现与逆转录病毒癌基因同源。因此，IEG 被认为是细胞生长和分化信号的早期调节因子。此外，另一些研究结果表明 IEG 在许多其他细胞生长过程中也有发挥作用。 

## 调控方式
IEG 的表达是受细胞内外部细胞信号引发的，过程迅速，无需合成新的转录因子。  IEG 的基因序列长度通常较短（约 19kb），常富含特定转录因子的结合位点，为转录起始的步骤提供了冗余度。 无论环境中是否存在扰乱蛋白质合成过程的抑制剂，IEG 的mRNA 都会翻译合成蛋白质。  IEG 的快速表达的另一个原因是其启动子序列被组蛋白乙酰化后增加了的亲合力，并且这个效果贯穿了整个表达过程。  mRNA 转录的下调是通过microRNA对3' UTR区域的冗余片段的靶向结合而引发的，这个过程导致了翻译抑制和 mRNA 降解。由于 mRNA 快速下调和翻译产物蛋白酶解增加，IEG 蛋白的表达时间窗通常都很短暂。 

## 功能
基因转录的激活是一个复杂的过程，主要由信号级联作用和一些重要组分（例如RNA聚合酶和转录因子）的聚集组成。 IEG 通常是调节信号的第一反应者，许多 IEG 的表达率在刺激后 30 分钟内可达到峰值，而延迟初级反应基因则需要 2-4 小时。 有许多信号通路可以激活 IEG 的表达，其中的一部分（ MAPK/ERK 、 PI3K等）是在癌症研究中发现的。 因此，许多 IEG 在人体中充当调控下游基因表达的转录因子，或是控制细胞生长相关的原癌基因。 

## 临床意义
IEG 的表达影响了神经元的活动，尤其是诸如人类记忆的形成、精神疾病的产生和社会行为的养成等复杂的活动。 大脑中存在的超早期基因与许多大脑的生理功能相关，例如通过瞬时激活生长因子或细胞蛋白的表达来调控突触的功能。 这些变化理论上被认为是记忆在大脑中存储的方式，并被应用于如记忆痕迹或记忆印迹的概念的表述中。在精神疾病的研究中，与恐惧类记忆形成相关的某些IEG的表达上调，如精神分裂症、恐慌症、创伤后应激障碍

### 记忆形成

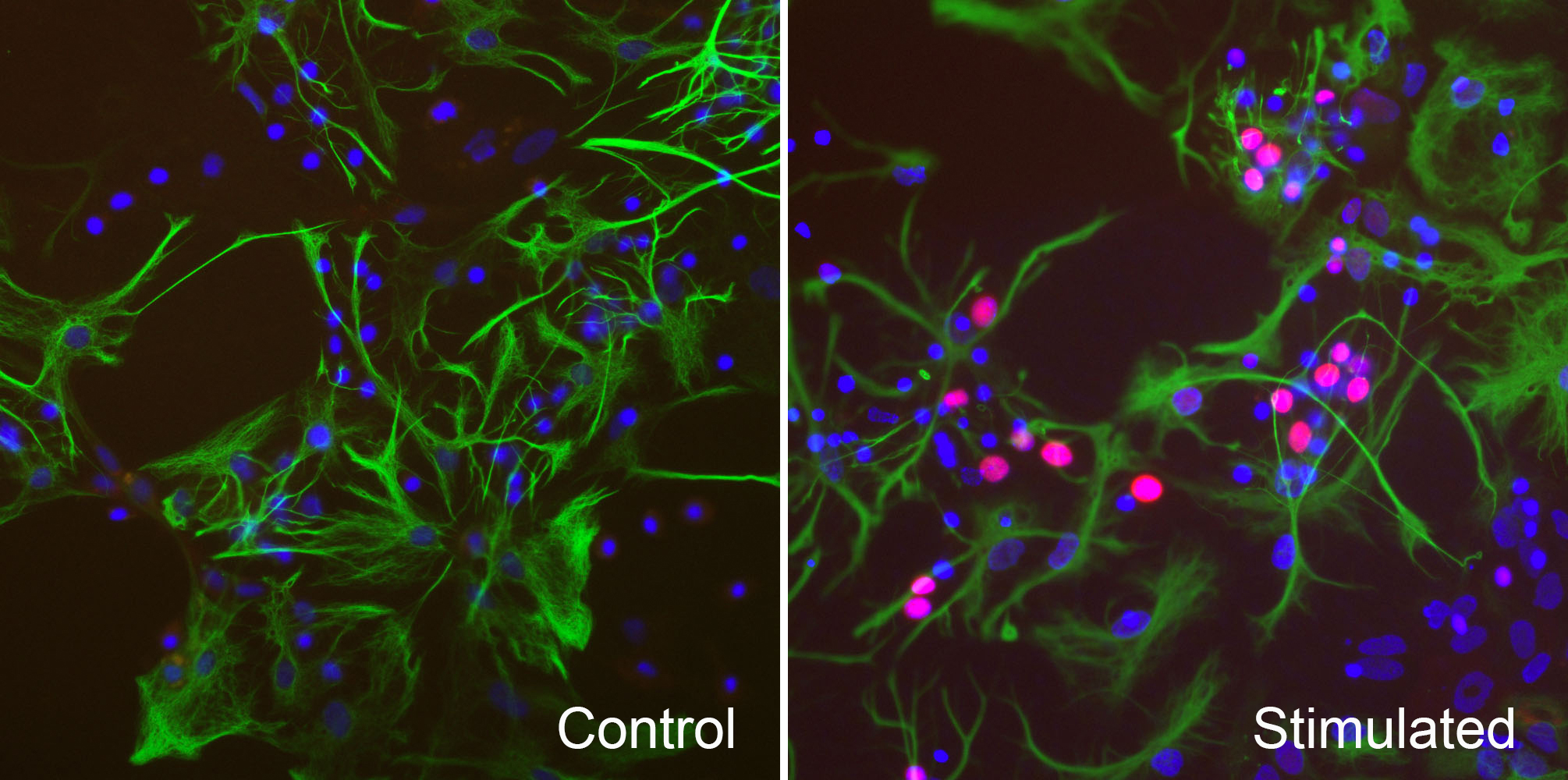
响应钾离子膜电位刺激的神经元中 IEG c-Fos的表达

一些 IEG 基因，例如ZNF268和Arc，与学习记忆和长时程潜能有关。  
现已证明，不同程度的神经元刺激均可诱导 IEG 表达，范围从普通感官刺激到药物引起的惊厥。 因此，IEG 常被用于了解与记忆形成相关的某些神经元群的标记，如恐惧类记忆，这类记忆被认为导致了精神疾病的进展。 例如，海马体中表达 Arc 基因的神经元呈现出响应刺激时的形态和行为差异，包括不同的的树突棘形态或自发放电率。 这种现象表明某些 IEG 对刺激的响应，会通过桥接被激活的神经元群而导致相关神经回路的扩大。其他的神经特性也会被 IEG 影响，如敲除 Arc 会不利于长期记忆的形成。 这些发现提供了 IEG 表达所致分子层面的功能变化的深入了解，扩展了记忆痕迹理论。
人类学习行为的记忆巩固的效果取决于大脑神经元中一组 IEG 的快速表达。 一般来说，某段基因的表达通常受该基因DNA 启动子区域中 5-甲基胞嘧啶的表观遗传抑制。然而，在与记忆巩固相关的 IEG 中，5-甲基胞嘧啶被去甲基化而形成正常的碱基胞嘧啶，使得该 IEG 能够快速表达。这种去甲基化是由涉及GADD45G蛋白的DNA 修复过程引发的。 

### 精神疾病
精神疾病的分类和诊断是基于临床症状的，但同一症状往往也会表现出相似的大脑活动。此外，精神疾病的进展程度还取决于遗传和环境因素，因此，精神分裂症等疾病的预后风险评估总是落后于其他流行疾病。现在使用 IEG 作为标记物的动物模型实验已经确定了在抑郁症患者大脑内，能够调控突触活动的 Arc 和参与记忆痕迹编码的 EGR1 表达水平有显著改变。 同样，精神分裂症等其他精神类疾病也表现出 IEG 表达的改变，最近的研究显示精神分裂症患者的EGR3 （ NMDAR下游的转录因子）的低表达与该病的发生具有相关性。 因此，IEG 是评估精神疾病状态的神经元活动的关键标志物，当然它的表达程度同时也受环境和遗传因素影响。 

## 潜在的治疗应用

### 人类巨细胞病毒 (HCMV)
人类巨细胞病毒是一种流行性的β疱疹病毒，通常在人体内处于潜伏状态，在健康个体中难以被发现，但如果侵入免疫功能低下的个体，则会产生严重后果。该病毒可以随时进入或离开潜伏状态，这个所谓的潜伏状态实际上是由不同的基因表达时域决定的：超早期（IE）、早期和晚期。 传统的抗病毒治疗（例如更昔洛韦）使用核苷类似物针对病毒复制周期的早期事件进行靶向治疗，然而，这类方法很容易产生耐药性。 靶向基因 IE1 和 IE2 被认为对于抑制 HCMV 的发病和保持该病毒处于潜伏状态至关重要。因为 IE1 和 IE2 的产物蛋白通过调节早期和晚期基因的后续表达来控制病毒是否处于潜伏状态。 通过反义寡核苷酸、 RNA 干扰和基因靶向核糖体这三种技术手段达到对 IE 基因表达的抑制已被研究用于治疗应用。  另外， 新兴的 CRISPR 技术已经实现精确的 DNA 编辑，通过该技术可以敲除 HCMV 中负责 IE 转录的基因。 DNA 靶向技术在病毒 mRNA 难以检测到或浓度较低的潜伏感染中更有效。 小分子化学抑制剂也正在研究中，用来抑制参与 IE 表达的表观遗传因子和信号蛋白。 